# جمعية الإعتراف بحق الأشخاص المثليين والمتحولين جنسيا في الهجرة والإقامة
جمعية الاعتراف بحق المثليين والمتحولين جنسياً بالهجرة والإقامة جمعية فرنسية غير ربحية ، معترف بها بالقانون الفرنسي ، تعمل على مرافقة الأشخاص المنتمين لمجموعة الإل جي بي تي الأجانب و الفرنسيين المقيمين بالخارج خلال الإجراءات للتحصل على الإقامة في فرنسا، إضافة مرافقة الأجانب منهم الراغبين في التقدم لطلب اللجوء في فرنسا. تم إنشاء الجمعية في عام 1998.

## تاريخها
تأسست الجمعية في 7 جويلية 1998. و على إثر التأسيس تم دمجها مع مجموعة مساندة المثليين بدون وثائق. أول اجتماع رسمي لها حصل في سبتمبر 1998.